# Hiver bolivien
L’hiver bolivien, ou altiplanique (en espagnol invierno boliviano, ou altiplánico), est un phénomène climatique estival touchant les Andes centrales (Bolivie et Nord du Chili) entre décembre et mars. Il se caractérise par des précipitations orographiques parfois abondantes et accompagnées d’orages dans l'Altiplano, et une couverture nuageuse importante et du brouillard vers les côtes du Pacifique. Il est dû aux masses d’air humides en provenance de l’Amazonie qui connaît au même moment sa saison des pluies.

## Description
Le phénomène est dû à la combinaison de plusieurs facteurs climatiques déjà présents dans la zone, mais avec des chronologies et des intensités différents. Le premier d'entre eux est le « anticyclone bolivien » dont la circulation est dans le sens inverse des aiguilles d'une montre au-dessus de la Bolivie, du Pérou, du Chili et de l'Argentine. Son centre varie de position, parfois plus au nord, d'autres fois plus au sud.
Le second est le soulèvement orographique de l'air provenant respectivement de l'océan Pacifique et de l'océan Atlantique, le premier se déplaçant vers l'est et le second vers l'ouest, contre les pentes respectives de la cordillère des Andes. La sécheresse du front Pacifique est la cause du désert d'Atacama due à la subsidence de la bordure orientale de l'anticyclone de l'île de Pâques du Pacifique Sud. Au contraire, l'air venant de l'Atlantique, appelé « ceinture de pluies tropicales », sont trop chargés d'eau pour déverser complètement dans la région amazonienne et dont une partie atteignent les basses terres à l'est de l'Altiplano dans un régime tropical-continental, avec des précipitations convectives maximales pendant les mois d'été (décembre, janvier et février).
Normalement, aucun de ces deux circulations ne pourrait atteindre à lui seul le plateau, qui culmine à 4 000 m d'altitude et plus. La région des hautes terres serait une zone sèche. On dit que la chaîne de montagnes a un effet de barrière contre de tels fronts. Cependant, le centre de l'« anticyclone bolivien » parvient à entraîner une bonne partie du front nuageux atlantique vers la partie la plus septentrionale des hauts plateaux.
Le réchauffement des Andes centrales l'après-midi produit alors des brises de vallée et de montagne. L'humidité venant de l'Amazone rencontre alors l'air chaud venant des versants pacifiques et la topographie complexe de la région contribue à générer des nuages convectifs dans les parties les plus élevées de la région, donnant lieu à de fortes précipitations orageuses.

### Variabilité
En raison des variations d'intensité et de position de l'anticyclone, les précipitations augmentent périodiquement. Elles atteignent parfois les zones les plus méridionales de l'Altiplano chilien lorsque l'anticyclone est plus au sud, et même rarement le désert de l'Atacama.
Outre les différences au cours de la saison, chaque hiver est également différent, alternant entre des périodes très humides et pluvieuses et des périodes très sèches. La variabilité interannuelle des précipitations dans la région est essentiellement fonction des variations de la vapeur d'eau disponible sur l'Altiplano. Cependant, les années où les vents d'est sont prédominants, généralement pendant les conditions La Niña, favorisent les précipitations sur l'Altiplano. En revanche, les années où les vents d'ouest sont plus fréquents, avec El Niño, les précipitations sur l'Altiplano sont réduites.

Air sec du Pacifique dominant sur l'Altiplano.
Mouvement nord-sud de l'anticyclone bolivien.
Intrusion de l'air humide de l'Amazone avec ce changement.